# 4-Acetoksi-DET
4-Acetoksi-DET (4-Acetoksi-N,N-dietiltriptamin), takođe poznat kao etacetin, etilacibin ili 4-AcO-DET, je psihodelični triptamin. On je prvi put bio sintetisan 1958.

## Doziranje
4-Acetoksi-DET je oralno aktivan, i doze od 10–25 mg su uobičajene. Efekti traju 4–6 sati. Slobodna baza je takođe aktivna kad se unosi pušenjem sa dozama u opsegu 5–20 mg. Pušenje 4-acetoksi-DET znatno ubrzava početak dejstva.